# رکا (کلادووو)
رکا (به صربی: Reka) یک منطقهٔ مسکونی در صربستان است که در کلادووا واقع شده‌است. رکا ۲۷۸ نفر جمعیت دارد.